# Analiza părților interesate
Analiza părților interesate (engleză Stakeholder analysis, franceză Analyse des détenteurs d'enjeux) se referă la seria de tehnici și instrumente utilizate pentru a identifica și a înțelege necesitățile și așteptările de interes major ale părților interesate din interiorul și exteriorul mediului de desfășurare a unui proiect. Această analiză a părților interesate (pentru care și în l.română se folosește termenul din l. engleză stakeholder) stabilește care sunt persoanele sau grupurile care au un anumit interes în privința unei probleme, a unui proiect sau a unei companii. O parte interesată (în sensul termenului stakeholder) este o persoană, un grup sau o organizație care au interese sau preocupări/implicări într-o organizație. Exemple de părți interesate principale pot fi: creditorii, sponsorii, partenerii de afaceri, directorii, salariații, agențiile guvernamemtale, proprietarii organizației, sindicatele, furnizorii, clienții etc. După R.E. Freeman o parte interesată este orice grup de persoane sau o persoană care poate afecta sau este afectat(ă) de îndeplinirea scopului corporației.
În funcție de evaluarea intereselor, a influenței și a importanței fiecărei părți interesate sunt planificate acțiuni care să modifice aceste aprecieri sau se poate schimba modul în care va fi executat proiectul astfel încât să se obțină succesul unui proiect sau al unui plan. Deși analiza părților interesate are origini în mediul de afaceri și în știința managementului, aceasta este curent utilizată în domenii care se extind de la științe politice până la dezvoltarea politicilor și relațiilor internaționale, de asemenea în economia politică, teoria deciziei, studii de mediu etc.

## Situații de aplicare
Analiza părților interesate se poate folosi în situații sau cazuri foarte diferite, după cum urmează.
- În cazul  în care se stabilesc problemele care trebuie să fie îmbunătățite, în funcție de necesitățile părților interesate.
- În managementul (administrarea) proiectelor o analiză a părților interesate poate fi necesară în faza de pregătire a proiectului, când echipa proiectului trebuie să identifice părțile interesate (stakeholderi), iar managerii pot decide pașii care trebuie parcurși pentru a limita influențele negative ale acestor stakeholderi asupra proiectului.

- În situația dinaintea demarării unor analize a problemei, în cazul în care părțile interesate pot afecta intrările acestora.
- Când se desfășoară o acțiune planificată, pentru a se asigura faptul că efectele acesteia asupra părților interesate sunt luate în considerare în momentul planificării.

- Atunci când se planifică implementarea unei schimbări, pentru a se asigura faptul că va fi susținută de cei care o pot face să fie un succes sau să fie un eșec.

## Procedura de analiză
1. Se identifică părțile interesate principale, posibile, sau comunitatea de părți interesate. Se definește scopul analizei și se identifică utilizatorii potențiali ai informațiilor.
2. Se documentează necesitățile părților interesate, interesele și influențele acestora.
3. Se stabilește măsura, problema, acțiunea planificată, planul ce va fi aplicat. Se ține o ședință de brainstorming cu părțile interesate pentru a rezolva acest aspect. Se enumeră toate părțile interesate în prima coloană din stânga a unui tabel. Se împart părțile interesate în două categorii: părți primare și părți secundare. Părțile primare sunt cele direct afectate; părțile secundare sunt intermediarii implicați în procesul de livrare sau persoane implicate în implementarea, demararea acțiunilor, monitorizarea proiectului, planului etc.
4. Se identifică care este interesul/interesele respectivei părți în ceea ce privește acțiunea avută în vedere. Se enumeră interesele în coloana următoare a tabelului.
5. Se realizează un clasament al influenței fiecărei părți interesate pe o scară de la 1 până la 5 sau după calificativele scăzută, medie, ridicată. Se trece acest clasament în următoarea coloană a tabelului.
6. Se întocmește un clasament al importanței pe care o are fiecare parte interesată în obținerea succesului pe o scară de la 1 până la 5 sau cu calificativele scăzută, medie, ridicată. Se trece acest clasament în următoarea coloană a tabelului.
7. Se construește o diagramă bidimensională care să conțină pe o axă influența, iar pe cealaltă axă importanța. Se atribuie fiecărei părți interesate un cod format din numere sau litere. Se plasează acest număr sau literă atribuită în locul în care se consideră a fi potrivit pe această diagramă bidimensională influență - importanță.
8. Se analizează diagrama influență - importanță după cum urmează:
- Influență ridicată - importanță ridicată: se stabilesc relații bune de colaborare cu aceste părți interesate.
- Influență ridicată - importanță scăzută: acest tip de părți interesate pot sabota planurile sau pot spori problemele. Se va căuta o modalitate de a le include în acțiune, astfel încât interesele lor să crească.
- Influență scăzută - importanță ridicată: se va căuta o modalitate de a le oferi acestor părți interesate dreptul la opinie și influență sporită.
- Influență scăzută - importanță scăzută: se poate eventual monitoriza această situație, însă nu se vor irosi resurse aici.

9. Se dezvoltă strategii pentru fiecare parte interesată. Strategiile ar trebui alese astfel încât să susțină creșterea sprijinului și să reducă divergențele. Se scriu aceste strategii în ultima coloană a tabelului.

## Recomandări pentru aplicarea analizei
- Pentru a identifica părțile interesate și care sunt interesele acestora se pun următoarele întrebări:

- Cine poate beneficia de rezultate?
- Cine poate fi afectat în mod negativ de acest proiect?
- Cine va fi nevoit să realizeze schimbări?
- Cine va fi nevoit să-și modifice comportamentul?
- Cine are obiective care se potrivesc cu acestea?
- Cine are obiective care se contrazic cu acestea?
- Cine are responsabilitatea luării deciziilor sau efectuării acțiunilor?
- Cine posedă resurse și cunoștințe care sunt importante pentru acest proiect?
- Cine are așteptări de la acest proiect sau acțiune?
- Se poate încerca împărțirea grupurilor de părți interesate în funcție de aspecte demografice: sex, ocupație etc.

- Influența părților interesate se referă la puterea de a lua sau de a afecta deciziile, de a controla resursele sau de a convinge și a obliga pe alții care pot să facă aceste lucruri; pe scurt, cât de „puternică” este această parte interesată.

- Importanța se referă la posibilitatea de a afecta sau de a fi afectat de rezultat, problemă sau acțiune. Aici sunt incluse, deseori, și informațiile, drepturile și dependențele.

- Părțile interesate evaluate ca având influență ridicată trebuie să fie implicate în vreun fel în proiect. Dacă acest fapt nu este posibil pentru părțile interesate care se opun, influența lor trebuie să fie neutralizată.

- Pot fi folosite și alte matrice sau tabele pentru a analiza părțile interesate. De exemplu, în situații complexe poate fi util un tabel care să conțină pe coloane părțile interesate, obiectivele lor principale, interesele pozitive potențiale, interesele negative potențiale și impactul general.

- O diagramă de relații și harta minții pot fi, de asemenea, folositoare pentru a descrie relațiile părților interesate.